# Саня Вейнович
Саня Вейнович (хорв. Sanja Vejnović; нар.8 серпня 1961, Загреб, СФРЮ) — югославська та хорватська акторка театру і кіно.

## Життєпис
Саня Вейнович народилася 8 серпня 1961 року в Загребі, Хорватія, Югославія.
З 1976 року на югославському телебаченні. Дебютувала у фільмі «Військово-польовий суд» (Prijeki sud) у 1978 році.

## Вибіркова фільмографія
- 1978 — «Військовий суд»
- 1980 — «Висока напруга»
- 1981 — «Закон кохання»
- 1983 — «Оманливе літо 68-го»
- 2004 — «Заборонене кохання»
- 2004 — «100 хвилин слави» — Слава Рашкай
- 2011 — «Лара» — Мія Божич
- 2013 — «З мамою» — Кача
- 2014 — «Божевільний, розгублений, нормальний» — Біляна